# Progressive Democrats
Els Progressive Democrats (irlandès An Páirtí Daonlathach; PD) foren un partit polític liberal conservador d'Irlanda fundat al 1985.
Tot i que mai van guanyar més d'una desena d'escons al Dáil Éireann, van ser clau en la formació de governs de coalició amb el Fianna Fáil durant les legislatures del 26è (1989–92), el 28è (1997–2002), el 29è (2002–07) i el 30è (2007–09) Parlament. Precisament per la seva influència durant el Tigre celta i posterior crisi econòmica, van ser fortament castigats a les eleccions de 2007, produint una crisi interna que va conduir a la seva dissolució definitiva al 2009.

## Història
Desmond O'Malley, un antic ministre dels governs del Fianna Fáil presidits per Jack Lynch i Charles Haughey va fundar el partit en 1985. O'Malley estava enfrontat a Haughey i va ser expulsat del partit quan es va negar a donar suport la negativa del Fianna Fáil a introduir la contracepció. O'Malley, juntament amb altres afiliats del Fianna Fáil (Mary Harney, Bobby Molloy i Pearse Wyse) i altres del Fine Gael com el parlamentari Michael Keating i Michael McDowell, va crear el nou partit.
Els escindits estaven insatisfets amb les mesures portades a terme pels partits existents, que consideraven poc liberals, tant econòmicament com en afers com el divorci i els anticonceptius). A les eleccions al Dáil Éireann de 1987, el nou partit va obtenir 14 escons i l'11,9% dels vots, convertint-se en el tercer partit del Dáil. Els Demòcrates Progressistes eren el segon partit de l'oposició en circumstàncies difícils. El govern en minoria del Fianna Fáil va introduir algunes de les mesures que els DP havien recomanat i com el Fine Gael va oferir el seu suport en afers econòmics, els DP van tenir problemes per a plantejar una oposició efectiva.
Després de les eleccions al Dáil Éireann de 1989 el PD va formar un govern de coalició amb el Fianna Fáil, amb Charles Haughey com a Taoiseach. Albert Reynolds va substituir Haughey en 1992. Després de la caiguda del primer govern de Reynolds mesos més tard, en 1992, O'Malley es va deixar el lloc de líder del partit. Mary Harney es va convertir en la primera dona que dirigiria un dels principals partits polítics irlandesos. Harney va ocupar el lloc de Tánaiste (viceprimer ministre) entre maig de 1997 i setembre de 2006, quan va dimitir com líder del partit.
A les eleccions al Dáil Éireann de 2002, el partit va superar les expectatives, doblegant el seu nombre d'escons al Dáil i arribant a la xifra de 8, encara que el seu percentatge de vot va baixar lleument al 4%. Es creu que va atreure els vots d'antics votants del Fine Gael. En total, els Demòcrates Progressistes han participat en governs de coalició 3 vegades, en totes elles amb el Fianna Fáil (1989-1992; 1997-2002; 2002-2007). Les eleccions generals irlandeses celebrades el 24 de maig de 2007 van donar un resultat molt negatiu als Demòcrates Progressistes, que van perdre 6 dels seus 8 escons, passant a quedar amb només 2. Michael McDowell no va resultar escollit i es va retirar de la vida política.
El 8 de novembre de 2008, el partit va començar el procés de dissolució, fent-ho formalment el 20 de novembre de 2009.

## Resultats electorals

### Eleccions legislatives
| Any  | Escons   | ±  | Pos. | Vots de 1a pref. | %     | Govern              | Líder            |
| ---- | -------- | -- | ---- | ---------------- | ----- | ------------------- | ---------------- |
| 1987 | 14 / 166 | 14 | 3r   | 210,583          | 11.8% | Oposició            | Desmond O'Malley |
| 1989 | 6 / 166  | 8  | 5è   | 91,013           | 5.5%  | Coalició (FF-PD)    | Desmond O'Malley |
| 1992 | 10 / 166 | 4  | 4t   | 80,787           | 4.7%  | Oposició            | Desmond O'Malley |
| 1997 | 4 / 166  | 6  | =4t  | 83,765           | 4.7%  | Coalició (FF-PD)    | Mary Harney      |
| 2002 | 8 / 166  | 4  | =4t  | 73,628           | 4.0%  | Coalició (FF-PD)    | Mary Harney      |
| 2007 | 2 / 166  | 6  | 6è   | 56,396           | 2.73% | Coalició (FF-GP-PD) | Michael McDowell |

## Líder
- 1985–1992: Desmond O'Malley
- 1993–2006: Mary Harney
- 2006–2007: Michael McDowell
- 2007–2008: Mary Harney
- 2008-inc.: Ciarán Cannon

## TDs (membres del Dáil)
- Mary Harney
- Noel Grealish

## Senadors
- Michael Brennan
- Tom Morrissey
- John Dardis
- Colm O'Gorman
- John Minihan